# Norra Zhoudynastin
Norra Zhoudynastin (北周; Běi Zhōu) var en kinesisk dynasti som varade från 557 till 581 under tiden för De sydliga och nordliga dynastierna.
Dynastin grundades av Yuwen Jue (宇文觉) som var son till den framstående generalen Yuwen Tai (宇文泰) från Västra Weidynastin. Efter att fadern avlidit avsatte Yuwen Jue Västra Weidynastins kejsare och gjorde sig själv 557 till kejsare Xiao Min Di (孝闵帝) över Zhoudynastin som av historiker fick namnet Norra Zhoudynastin.
Kejsar Xiao Min Di mördades efter bara några månade på tronen och ersattes av kejsar Ming Di (明帝) (r. 557–560), som i sin tur följdes av kejsar Wu Di (武帝) (r. 560–578). Ekonomin fokuserades på militär expansion och 577 erövrades Norra Qidynastin. Kejsar Wu Di stoppade alla pågående tempelbyggnationer och förbjöd buddhismen och daoismen, men dessa religioner blev åter tillåtna under dynastins sista kejsare Jing Di (静帝) (r. 579–581). Jing Di var bara ett barn, och riket styrdes i praktiken av Yang Jian som 581 tog makten i riket och grundade Suidynastin som kom att ena hela Kina.